# Área de Conservação da Paisagem de Vaivara
A Área de Conservação da Paisagem de Vaivara é um parque natural situado no condado de Ida-Viru, na Estónia.
A sua área é de 86 hectares.
A área protegida foi designada em 1959 para proteger as colinas de Sinimäed. Em 2018, a área protegida foi reformulada como área de preservação paisagística.